# Łuliczka
Łuliczka (bułg. Луличка) – wieś w Bułgarii, w obwodzie Kyrdżali, w gminie Krumowgrad. W 2024 roku liczyła 249 mieszkańców.